# Списък на произведения на Димитър Ненов
Списъкът с произведения на Димитър Ненов е изготвен от самия автор през 1947 г. и е предаден лично на композитора Димитър Сагаев (по онова време завеждащ отдел „Художествена музика“ в Радио София).
Идентичността на датите в него е потвърдена и в писмо от композитора да Константин Зидаров, публикувано в изданието „Димитър Ненов. Спомени и материали“ през 1969 г.

## Творби за пиано
- Шест прелюдии, (1920–21), първо изпълнение – Авторът
- I Соната за пиано в ми бемол минор, (1921), Въведение и Алегро кон брио, първо изпълнение – Авторът
- Четири пиеси (1922 – 27), първо изпълнение – Авторът
- Тема с вариации, (1931–32), първо изпълнение – Авторът; написана през 1921 г. в Дрезден като част от незавършена соната
- Два етюда за пиано, (1931–32),
  - № 1 в До мажор, изпълнители Авторът, Люба Енчева, Тамара Янкова, Марчела Фурне – Немска
  - № 2 Кварти, изпълнители Авторът
- Токата, (1939–40), първо изпълнение – Авторът
- Танц, (1941), първо изпълнение – Авторът, изпълнители Авторът, Люба Енчева, Тамара Янкова, Лили Стоянова, Марчела Фурне-Немска
- Шест миниатюри, (1945-47), първо изпълнение – Авторът
- Две детски пиески, (1946),
  - Приказка, изпълнители Авторът
  - Танц, изпълнители Авторът

## Творби за пиано и оркестър
- Фантазия за пиано и оркестър, (1920–21), 30'
- Концерт за пиано и оркестър, (1932–36), 33'
- Балада Концертанте, за по малък симфоничен състав и пиано концертанте (1942–43), 18'

## Симфонични произведения
- I Симфония в до диез минор, (1922), 34'
- II Симфония, (1922), 30'
- Симфония № 3 (Симфонична поема), (1923), 22'
- I Балада за голям оркестър, (1924), 25'
- Четири скици за голям оркестър, (1924-25), 16'
  - Въжделение
  - Копнеж
  - Гротеска
  - Танц
- Коледа Симфонична поема за смесен хор, солисти и оркестър, (1938-39), 35' в 6 картини. Поради щети от бомбардировките нотният материал на V част е загубен[4]
  - Коледа
  - Момче колежданче
  - Коледвало-погледвало. Пейзаж
  - Пожелания
  - Финал
- Симфонична сюита от тракийски песни и танци за дамски хор, сопран соло и оркестър, (1940), в 5 части. 27'.
  - Мари не обувай се, девойко
  - Градушка
  - Два са млади
  - Кум Янъкьовата майка
  - Финал – Хоро
- Рапсодична фантазия за голям оркестър, (1938-40, преработена 1946), 24'